# Elvis Presley
Elvis Aaron Presley (født 8. januar 1935 i Tupelo, Mississippi, USA, død 16. august 1977 i Memphis, Tennessee) var en amerikansk sanger, guitarist og filmskuespiller. Elvis Presley er også kendt som The King of Rock 'n' roll eller slet og ret The King.
Elvis Presleys betydning for udviklingen indenfor pop/rock-musikken må siges at være kolossal. Hans stemme, hans sceneoptræden, hans udseende og hans karisma var i årevis trendsættende for udviklingen i hele denne del af musikindustrien, en dominans, som først blev brudt, da The Beatles i første halvdel af 1960'erne fik deres helt store gennembrud. Og selv Beatles-medlemmet John Lennon udtalte, at ”…. før Elvis var der ingenting, og hvis der ikke havde været en Elvis ville der heller ikke være noget Beatles!”, hvilket er med til at understrege dennes betydning for musikbranchen.
Elvis forsøgte sig også indenfor filmens verden og det med et økonomisk godt resultat, mens det rent kunstnerisk er væsentligt mere diskutabelt, hvor stor værdien af hans film var. Der, hvor filmene har haft den største kunstneriske værdi, er med hensyn til musikdelen, idet en god del af de klassiske Elvis-sange, som kendes den dag i dag, netop stammer fra hans mange film. Sange som ”Can't Help Falling In Love”, ”Return To Sender”, ”Jailhouse Rock”, ”Love Me Tender” og mange, mange flere stammer alle fra Elvis-film.

## Barndom

### Tupelo
Elvis blev født i et fattigt arbejderhjem på Old Saltillo Road i East Tupelo, et to-rums træhus, bygget af hans far, Vernon. 
Tvillingebroderen Jesse Garon Presley var død ved fødslen. Elvis voksede op som forældrenes, Vernon og Gladys Presley, eneste barn. Elvis’ mellemnavn stammer fra en af faderens gode venner, Aaron Kennedy, men blev ved en simpel skrivefejl på fødselsattesten skrevet Aron, altså med kun ét a. Elvis fik det mange år senere rettet, og på hans gravsten står det skrevet korrekt - med to a’er.
Som 13-årig flyttede han i november 1948 med sine forældre til Memphis.
Hans fødehjem i Tupelo er i dag indrettet som museum og er den mest besøgte bygning i Tupelo. Old Saltillo Road, hvor huset ligger, er efter Elvis’ død omdøbt og hedder i dag Elvis Presley Drive.

Byens turisme er i høj grad centreret omkring Elvis Presley.

### Memphis
I Memphis boede familien Presley i et af de fattigste kvarterer, hvor der var nær tilknytning til den lokale kirke. I kirken kom Elvis tit på besøg sammen med sin mor, og det var her han fik de første musikalske erfaringer, da han både hørte og sang gospel. Familien var meget fattig og skiftede ofte bopæl, ikke sjældent efter mørkets frembrud. De holdt sig for det meste til det samme kvarter i byen, så sønnen kunne beholde sin skole.
Elvis gik i skole på Humes High School på North Manasas Street i Memphis. Den 9. april 1953 optrådte han ved den årlige skolefest med sangen "Keep Them Cold Icy Fingers Off Of Me", og efter et bifald sang han som ekstranummer "Till I Waltz Again With You". 3. juni 1953 var Elvis færdig med sin skolegang. Fra han forlod skolen og til sit gennembrud som 18-årig, ernærede han sig som lastbilchauffør og arbejdsmand hos det lokale el-firma, The Crown Electric Company, til en timeløn på 1,25$.

## Begyndelsen på karrieren

### Tiden hos SUN Records
Den 18. juli 1953 indspillede Elvis for egen regning sangene "My Happiness" og "That´s When Your Heartaches Begin" i Sam Phillips' studie Sun Records i Memphis.
5.–6. juli 1954 tog Elvis tilbage til Sun for at indspille endnu en plade, men uden helt at ramme den lyd, som han ønskede. Med i studiet var guitaristen Scotty Moore og bassisten Bill Black, der begge var studiemusikere hos Sun Records.
Under en pause i optagelserne begyndte Presley at eksperimentere for sjov med sangen "That's All Right", og de andre to jammede med. "That's All Right" kendte Elvis fra en pladeindspilning fra 1949 med Arthur (Big Boy) Crudup, der havde skrevet sangen, men Elvis og de to studiemusikere forsøgte sig nu med sangen i en langt mere rocket udgave end den oprindelige. Sam Phillips optog dem på bånd, og her var den lyd, som de havde søgt. Gruppen indspillede dernæst "Blue Moon of Kentucky" et bluegrass nummer oprindeligt skrevet og fremført i 3/4-taktart af Bill Monroe i 1946. De to numre blev udsendt som single den 19. juli.
Den 7. juli, dagen efter pladen var indspillet, blev "That's All Right" spillet for første gang i radioen. Det var på den lokale radiostation WHBQ, og det var dermed den lokale disc jockey, Dewey Phillips, der blev den første i verden, der spillede en Elvis-plade i radioen. Lytterne var så begejstrede for pladen, at han denne dag spillede den fjorten gange på sit program, og efter adskillige opringninger fra lytterne fik han samme aften hentet Elvis ind til sit første radiointerview.
Fra februar 1955 og til november samme år turnerede Elvis sammen med sit band The Blue Moon Boys. Bandet bestod af Elvis Presley (vokal og rytmeguitar), Scotty Moore (leadguitar), Bill Black (bas) og D.J. Fontana (trommer). Bandet blev opløst, da Sun solgte Elvis' kontrakt, men musikerne blev også i årene herefter ved med at samarbejde.
Elvis indspillede i alt 20 sange, mens han var hos Sun. De to af dem er gået tabt, mens de resterende 18 sange er i behold. Ti af disse blev udgivet af Sun i 1954-55 som Elvis' fem første singleplader.

### I stald hos RCA
Den 18. august 1955 blev 'Oberst' Tom Parker manager for Elvis Presley. Parker var ambitiøs og havde øje for Presleys kæmpepotentiale, og han gik straks i gang med at finde et pladeselskab af en størrelse, som Parker mente havde kapaciteten til et landsdækkende gennembrud for hans kunstner.
Sun Records solgte i november 1955 Presleys kontrakt til RCA Victor for 40.000,- dollars (heraf 5.000,- direkte til Elvis), på daværende tidspunkt den største kontraktsum nogensinde. Elvis' første pladeudgivelse hos RCA var "Heartbreak Hotel".
Overgangen til RCA betød et større spekter af muligheder for en promovering af Elvis. Oberst Tom Parker fastholdt pladeselskabet på deres løfter under kontraktforhandlingerne om, at de nok skulle sørge for at få "hans dreng" med i hvert eneste medium.
Fra den spæde start i midten af 1954 og gennem det meste af 1955 var Elvis en Memphis-dreng med et lokalt hit, der havde opnået regional berømmelse ved et non-stop turneliv. Denne status ændredes i løbet af det første år hos RCA, og ved udgangen af 1956 havde han en stor rolle i en Hollywood-film, udgivet 11 singler (heraf fem på Billboards førsteplads), ni EP-plader og to LP'er, for ikke at nævne næsten et dusin TV-optrædener i den bedste sendetid. Det var ligeledes i 1956, at Elvis Presley slog igennem på den internationale scene.
Han havde en lyd, en sceneoptræden og en musikstil som kombinerede mange af de musikelementer han havde mødt gennem sin opvækst. Elvis nedbrød på mange måder de sociale og racemæssige barrierer i tiden og indvarslede en ny æra i amerikansk populærmusik. Hans sceneoptræden var dynamisk og præget af rullende hoftebevægelser af en hidtil uset seksuelt udfordrende karakter.
Et årstid efter overgangen til RCA, nærmere bestemt den 4. december 1956, var Elvis på besøg hos Sun. Her var der andre unge kunstnere til stede, og der opstod en spontan jam-session, hvor der, udover Elvis Presley, deltog Carl Perkins, Johnny Cash og Jerry Lee Lewis. Denne happening blev optaget på bånd af Sam Phillips og udsendt mange år senere under titlen The Million Dollar Quartet, en titel, der blev anvendt som overskrift af et lokalt dagblad allerede dagen efter, da den siden så berømte happening blev omtalt.
I 1957 købte Elvis Graceland som hjem for både sig selv og sine forældre. Købsprisen var 102.000 dollars, og med købet var familien Presleys hyppige adresseskift forbi.

## Forretningen Presley

### Salg af plader
For bl.a. at sikre sig rettighederne til sine sange m.m. entrerede Elvis Presley med et musikforlag, Hill & Range Music Company. Forlaget, som havde hjemme på Broadway i New York, fik fra 1956 tilnærmelsesvis monopol på at levere sange til Elvis, både til pladeindspilninger og til film.
Hill & Range blev startet i 1943 af brødrene Aberbach og blev snart en vigtig faktor indenfor folkemusikken og country- & westernmusikken, navnet Hill & Range var forkortelser for hhv. 'hillbilly' og 'the wide-open range'. De nærmede sig efterhånden popmusikken og fik i 1955 en aftale i stand med Elvis og Tom Parker.
Som Elvis' popularitet steg ønskede forlaget en tættere kontakt til ham, og i 1956 oprettedes de to firmaer 'Elvis Presley Music Inc.' og 'Gladys Music Inc.' som Elvis og Parker var medejere af. Dette arrangement betød i virkeligheden, at hvis en sang skulle synges af Elvis skulle aftalen foregå gennem Hill & Range, som pressede på overfor sangskriverne for at få Elvis føjet til som medforfatter. Denne form for afpresning virkede kun på de nye og usikre sangskrivere, mens de mere professionelle ikke ville acceptere dette og dermed blev skræmt bort.
I sidste ende var det Elvis, der led under disse tilstande, idet hans sangmateriale dermed blev ringere og ringere, hvilket salgskurverne op gennem 1960'erne også vidner om.

### Salg af merchandise
Med det formål at sælge Elvis-relateret merchandise, så som T-shirts, postkort, tasker, håndklæder etc., altsammen med Elvis' navn eller foto på, oprettedes firmaet Elvis Presley Enterprises. Selskabet blev grundlagt på adressen Union Avenue nr. 160 i Memphis i 1955 af Elvis Presley og Bob Neal, der var Presleys manager før Tom Parker fik jobbet. Firmaet har eksisteret lige siden og er i dag en kæmpeforretning.

## Memphis-mafiaen
Memphis-mafiaen er navnet på den stab af body-guards, sikkerhedsfolk og medhjælpende venner, der konstant befandt sig i nærheden af Elvis Presley. Der var tale om en klike på – i perioder – op til 30 personer. Det startede allerede tidligt i hans karriere og fortsatte til hans død, og selve navnet fik de i Las Vegas i starten af 1960'erne, da gruppen på en løssluppen tur i byen havde mødt en journalist på en natklub. Hun skrev i næste dags avis en artikel, hvori hun kaldte dem "The Memphis Mafia" som en pendant til Frank Sinatras "The Rat Pack". Navnet blev hængende, selv om Elvis selv yndede at kalde dem "El's Angels" – "Elvis' Engle".
Gruppen stod til disposition for Elvis døgnet rundt og fungerede som et menneskeligt værn mod verden udenfor. De fulgte ukritisk Elvis' mindste vink og fik til gengæld løn, dyre gaver, så som smykker, ure og biler. Medlemmer af Memphis-mafiaen måtte alle betingelsesløst underkaste sig enhver af Elvis' luner.

## Militærtjenesten

### Elvis i Vesttyskland
Fra 1958 til 1960 aftjente Elvis sin værnepligt i Vesttyskland. Han boede i Bad Nauheim mens han var udstationeret i nabobyen Friedberg, hjemsted for den amerikanske militærbase Ray Barracks. Fra begyndelsen, 6. oktober 1958, boede han midlertidigt på Hilbert's Park Hotel, men flyttede kort tid efter til Hotel Grünewald, begge beliggende i Bad Nauheim. Den dag i dag står hele 2. salen på Hotel Grünewald uforandret som da Elvis med hele sit følge beboede alle fire værelser, og det er muligt at bo på værelse 10, hvor Elvis selv boede og ofte stod på altanen og vinkede til sine fans.
De sidste 15 måneder af Elvis' ophold i byen boede han med sin nærmeste familie og venner i et lejet privathus i Goethestrasse 14. Det var her, han første gang mødte sin senere hustru Priscilla, datter af en officer i Ray Barracks.

### Elvis i Paris
I juni 1959 tog Elvis, sammen med bl.a. Joe Esposito, på en forlænget weekend-orlov til Paris, hvor de bl.a. aflagde besøg i natklubben Lido på Champs-Élysées. Under besøget i Paris boede Elvis og hans medrejsende på det mondæne Hôtel Prince de Galles på Avenue George V nr. 33. I alt tre gange var Elvis Presley på besøg i Paris under hans udstationering i Vesttyskland.

### Elvis i Skotland
Den 3. marts 1960 mellemlandede flyet med Elvis Presley på vej hjem fra sin militærtjeneste i Vesttyskland til hjemsendelse i USA. Stedet var Prestwick Airport, ca 40 km. sydvest for Glasgow i Skotland, og grunden til mellemlandingen var, at flyet skulle have sine brændstoftanke fyldt før turen over Atlanterhavet.
Prestwick Airport var hjemmebase for USAF-enhed nr. 1631, og til trods for en massiv stramning af sikkerheden var nyheden sivet ud i nærområdet, og omkring et par hundrede fans nåede at se Presley i de to timer af sit liv, han tilbragte på britisk jord.
Elvis Presley blev hjemsendt to dage senere, den 5. marts, med rang af sergent.

## I gang igen
Elvis var spændt på, om hans mange fans havde holdt ved eller om de havde svigtet ham mens han var i Tyskland. Men Tom Parker havde sørget for, at RCA jævnligt udsendte plader med Elvis mens han var soldat, og da soundtracket fra hans første film efter soldatertiden, G.I.Blues, var på LP-hitlisten i USA i 111 uger i træk, var det tydeligt for enhver, at successen atter var hjemme. Snart tordnede han frem igen med millionsælgende sange som "It's Now Or Never", "Are You Lonesome Tonight?" og "Kiss Me Quick".
På daværende tidspunkt syntes Elvis Presleys plads på toppen af pop-tronen som nærmest urørlig. Han anslås at have solgt over 1 milliard plader. I USA alene har han fået Guld-, Platin- eller Diamant-belønninger for 219 forskellige albums og singler.

## Filmene

### Film med Elvis Presley
Fra 1956 og frem til 1972 medvirkede Elvis i mange film, i alt 33 – startende med Love Me Tender og med de halvdokumentariske Elvis - That's The Way It Is og Elvis On Tour som de sidste.
Fra begyndelsen var det hensigten at gøre Elvis til "den nye James Dean", og de valgte filmroller bar tydeligt præg heraf. Men efter militærtjenesten tog hans filmkarriere mere retning af musicalgenren, først med G.I.Blues, der beskriver det sorgløse soldaterliv blandt de amerikanske styrker i Vesttyskland, og et år senere, med indspilningen af Blue Hawaii, var det definitivt slut med karrieren som karakterskuespiller. Kun i Charro!, som er en westernfilm fra 1969, blev musicalgenren fraveget.
Der var, navnlig i starten, tale om rene pengemaskiner. Filmene havde et stort og trofast publikum og havde samtidig lave produktionsomkostninger. De mange indlagte sange resulterede ofte i udgivelse af en LP-plade, som næsten pr. automatik blev solgt i kæmpeoplag. Med ca. tre film årligt var der dårligt nok tid til andet, så i årene med de mange filmindspilninger optrådte Elvis ikke live før end i 1968. Her optrådte han for et inviteret publikum i en TV-Special, der var sponseret af Singer Symaskiner og som i realiteten var hans comeback-show, hvor han i sort og kropsnært lædertøj sang en række af de gamle hits fra 1950'erne samt et par nye, bl.a. "If I Can Dream".

### Film om Elvis Presley
Ud over de mange film med Elvis Presley findes der tillige en lang række af film om Elvis Presley. En af de bedst kendte er den halvdokumentariske TV-film Elvis, der er instrueret af John Carpenter og har Kurt Russell i titelrollen. Filmen portrætterer Presleys karriere fra starten og frem til 1969.
Den humoristiske TV-film Elvis Meets Nixon fra 1997 handler om Elvis i perioden 1971-72, hvor han mødes med Præsident Nixon og udnævnes til narko-agent.
Men også i spillefilm er Elvis Presley skrevet ind i handlingen, fx 3000 Miles To Graceland eller Forrest Gump, og i den 4. film i serien om Indiana Jones, 'Indiana Jones og Krystalkraniets Kongerige' høres "Hound Dog" med Elvis i radioen.

## Tid til familieliv
Elvis og Priscilla blev gift den 1. maj 1967. Brylluppet, som fandt sted i en suite på Aladdin Hotel i Las Vegas, begyndte kl. 9.41 og varede otte minutter. Vielsen blev forrettet af højesteretsdommer David Zenoff, som inden ceremonien havde et kort møde med både brud og brudgom under fire øjne. Senere fortalte han, at det mest betagende ved hele oplevelsen var mødet med Elvis Presley: ”Jeg var simpelthen forbløffet over hans beskedenhed. Han var akkurat lige så køn som på billederne, ærbødig og nærværende ..... og så nervøs, at hans stemme næsten kammede over.”
Mindre end 20 gæster overværede brylluppet, heriblandt Priscillas forældre og hendes søster Michelle, Oberst Tom Parker og frue, Elvis’ far Vernon Presley og hans hustru Dee Presley, Joan og Joe Esposito, George Klein og Marty Lacker. De tre sidstnævnte var alle med i Memphis-mafiaen.
Nøjagtigt 9 måneder efter brylluppet, den 1. februar 1968, blev datteren Lisa Marie født. Ægteskabet varede til den 23. februar 1972 hvor Elvis og Priscilla blev separeret og dernæst skilt den 9. oktober 1973.

## De store koncerter
Fra 1969 og frem til hans død stod der turné og liveoptræden på programmet, hovedsageligt på International Hotel i Las Vegas, men også i mange andre byer rundt om i U.S.A. (Elvis har aldrig optrådt i Europa, kun i U.S.A. og Canada).
Den største af de mange koncerter var Aloha From Hawaii fra 14. januar 1973, hvor over 1,2 milliarder TV-seere så Elvis via satellit. Det var en velgørenhedskoncert for kræftforskning og den første gang nogensinde, at en TV-udsendelse blev transmitteret til hele verden. Der var i virkeligheden tale om to koncerter, den første afholdt 12. januar. Denne blev båndet og holdt i reserve til øjeblikkelig udsendelse som erstatning for "den rigtige", hvis nu et eller andet skulle kikse i den direkte transmission. Dette blev dog ikke nødvendigt, så den koncert, der blev transmitteret 14. januar var, som planlagt, koncert nr. 2, direkte live-TV fra Hawaii. For begge show gælder, at Elvis var iklædt en hvid jumpsuit med "den amerikanske ørn" i pailletter på ryggen.
I Danmark blev Aloha From Hawaii sendt i TV af Danmarks Radio lørdag d. 20. januar.
Elvis' sidste sceneoptræden var på Market Square Arena i Indianapolis og fandt sted den 26. juni 1977.

## Død og begravelse
På grund af forkert kost blev Elvis i sine sidste leveår stadig mere og mere overvægtig. Han var ofte på slankekur, men tog hurtigt på i vægt igen.
Elvis blev gradvist afhængig af både sovemedicin og opkvikkende medicin. Hans personlige læge, George Nichopoulos, mistede sin autorisation i en tre måneders periode på grund af dårlig rådgivning og for at have givet Elvis for meget receptpligtig medicin.
Den 16. august 1977, dagen før den planlagte start på endnu en turne, blev Elvis Presley kl. 13.30 fundet liggende livløs på sit badeværelsesgulv hjemme i Graceland.
Trods ihærdige genoplivningsforsøg såvel hjemme som på hospitalet blev han erklæret død på Baptist Memorial Hospital i Memphis kl. 15.00.
Den egentlige dødsårsag blev aldrig officielt fastslået, men blev angivet som "uregelmæssig hjertefunktion".
Elvis blev, to dage efter sin død, begravet på kirkegården Forrest Hill Cemetery på Elvis Presley Boulevard i Memphis. Der var imidlertid så stor opmærksomhed omkring hans gravsted, at han den 2. oktober 1977 sammen med sin mors jordiske rester blev genbegravet på Graceland. Nu er både Elvis, hans forældre, Vernon og Gladys Presley, hans datter, Lisa Marie Presley, og et af hans børnebørn, Benjamin Keough, samt hans farmor, Minnie Mae Presley, begravet i parken ved Graceland i den del som kaldes The Meditation Gardens.
The Meditation Gardens blev åbnet for offentligheden den 27. november 1977. Graceland er i dag indrettet som Elvis-museum og besøges årligt af flere end 600.000 mennesker fra hele verden, i USA kun overgået af Det Hvide Hus.